# Sondra aurea
Sondra aurea là một loài nhện trong họ Salticidae.
Loài này thuộc chi Sondra. Sondra aurea được Ludwig Carl Christian Koch miêu tả năm 1880.